# Suhoj Su-30
Suhoj Su-30 (Сухой Су-30; NATO oznaka: Flanker-C) je dvomotorni dvosedežni večnamenski lovec razvit iz Su-27. Namenjen je zračnim bojem, napadom na ladje ali pa kopenske cilje. Uporablja se lahko v vseh vremenskih pogojih. Njegov ameriški konkurent je F-15E.Su-30 ima fly-by-wire kontrolni sistem in radar, ki lahko avtomatsko sledi terenu.
KnAAPO proizvaja verzije za Kitajsko (Su-30MKK), Indonezijo, Venezuelo in Vietnam. Irkut pa za Indijo (Su-30MKI)

## Specifikacije (Su-27PU/Su-30)
Podatki iz KNAAPO, Sukhoi, Gordon and Davison.
Splošne karakteristike
- Posadka: 2
- Dolžina: 21,935 m (72,97 ft)
- Razpon kril: 14,7 m (48,2 ft)
- Višina: 6,36 m (20,85 ft)
- Površina kril: 62,0 m2 (667 ft2)
- Teža praznega letala: 17700 kg (39021 lb)
- Naložena teža: 24900 kg (54900 lb)
- Maks. vzletna teža: 34500 kg (76060 lb)
- Pogon letala: 2 × AL-31FL nizkoobtočni turbofan
  - Potisk motorjev (suh): 7600 kgf (74,5 kN, 16750 lbf)  vsak
  - Potisk motorjev z dodatnim zgorevanjem: 12500 kgf (122,58 kN, 27560 lbf) vsak
- Kapaciteta goriva: 9400 kg (20724 lb) v notranjosti[10]

 Zmogljivost 
- Maks. hitrost: Mach 2,0 (2120 km/h, 1320 mph)
- Doseg: 3000 km (1620 nmi) na višini
- Višina leta: 17300 m (56800 ft)
- Hitrost vzpenjanja: 230 m/s (45275 ft/min)
- Obremenitev kril: 401 kg/m2 s 56% goriva (468,3 kg/m2 z maks. gorivom) (82,3 lb/ft2 ws 56% goriva)
- Razmerje potisk/teža: 

  - S maks. gorivom: 0,86
  - S 56% goriva: 1,00
- Maks. g-obremenitev: +9 g

Oborožitev

Su-27PU ima 8 nosilcev, Su-30MK ima 12 nosilcev, največ 8 ton tovora
- Top: 1× GŠ-30-1  (30 mm, 150 nabojev)
- Rakete zrak-zrak: 6× R-27ER (AA-10C), 2× R-27ET (AA-10D), 6× R-73E (AA-11), 6× R-77 RVV-AE (AA-12)
- Rakete zrak-zemlja: 6× protiladijske ali protiradarske rakete Kh-31P/A, 6× lasersko vodene Kh-29T/L, 2× Kh-59ME
- Bombe: 6× KAB 500KR, 3× KAB-1500KR, 8× FAB-500T, 28× OFAB-250-270, jedrske bombe